# Flohrberg und Ohmsberg bei Deisel
Flohrberg und Ohmsberg bei Deisel ist ein FFH-, Natur- und Landschaftsschutzgebiet in der hessischen Kleinstadt Trendelburg im Landkreis Kassel.

## Allgemeines
Das Naturschutzgebiet mit der Gebietsnummer 1633027 ist 41,8 Hektar groß, das Landschaftsschutzgebiet ist 65,5 Hektar groß. Natur- und Landschaftsschutzgebiet grenzen direkt aneinander. Das Naturschutzgebiet ist nahezu deckungsgleich mit dem gleichnamigen, 40,7 Hektar großen FFH-Gebiet. Natur- und Landschaftsschutzgebiet wurden zum 11. Dezember 1990 ausgewiesen.

## Beschreibung
Das aus drei Teilflächen bestehende Naturschutzgebiet liegt nordwestlich von Trendelburg im Nordwesten des Naturparks Reinhardswald. Die Teilflächen werden durch das Landschaftsschutzgebiet „Flohrberg und Ohmsberg bei Deisel“ miteinander vernetzt. Die als Naturschutzgebiet ausgewiesenen Flächen umfasst großflächige, orchideenreiche Kalkmagerrasen, teilweise mit Heckenbereichen und Feldgehölzen, während das Landschaftsschutzgebiet überwiegend landwirtschaftlich genutzte Flächen sowie ebenfalls Gehölzstrukturen umfasst. In der Teilfläche am Flohrberg sind kleinflächig frühere Steinbrüche zu finden.
Im Naturschutzgebiet siedeln Katzenpfötchen, Dreizahn, Wiesenaugentrost, Steifer Augentrost, Feldkranzenzian, Gewöhnlicher Fransenenzian, Deutscher Fransenenzian, Purgierlein, Grünliche Waldhyazinthe, Schopfige Kreuzblume, Schlitzblättriger Hainhahnenfuß, Knolliger Hahnenfuß, Echtes Tausendgüldenkraut, Großer Klappertopf, Steifer Augentrost, Dornige Hauhechel, Kleine Braunelle, Wiesengoldhafer, Gewöhnliches Ruchgras, Golddistel, Stängellose Kratzdistel und die Orchideen Mückenhändelwurz, Fliegenragwurz, Stattliches Knabenkraut, Helmknabenkraut, Dreizähniges Knabenkraut. Außerdem beherbergt das Naturschutzgebiet das bedeutendste Massenvorkommen des Sumpfherzblatts in Hessen. Weiterhin siedeln hier verschiedene Flechten und Moose. Stellenweise ist Gemeiner Wacholder zu finden.
Die Magerrasen beherbergen eine artenreiche Schmetterlingsfauna unter anderem mit Perlgrasfalter, Goldener Acht, Kommafalter, Kleinem Perlmutterfalter, Ehrenpreisscheckenfalter, Mauerfuchs, Schwalbenschwanz, Thymianameisenbläuling, Zwergbläuling, Violettem Waldbläuling, Silbergrünem Bläuling, Gelbwürfeligem Dickkopffalter, Kleinem Würfeldickkopffalter, Thymianwidderchen und Esparsettenwidderchen. Weiterhin sind verschiedene Heuschrecken wie Kurzflügelige Beißschrecke, Gefleckte Keulenschrecke und Heidegrashüpfer sowie die Schneckenarten Weinbergschnecke und Gemeine Heideschnecke hier heimisch. Das Naturschutzgebiet ist Lebensraum der Zauneidechse sowie der Vogelarten Neuntöter, Rebhuhn, Wendehals und Grauspecht. Der Rotmilan nutzt das Gebiet für die Nahrungssuche.
Zur Pflege werden die Magerrasen mit Schafen beweidet. In den Randbereichen des Naturschutzgebietes sind teilweise Grünländer zu finden, die eine wichtige Pufferfunktion zu den angrenzenden landwirtschaftlichen Nutzflächen, die das Naturschutzgebiet überwiegend umgeben, haben. Lediglich die Teilfläche „Auf der Burg“ grenzt nach Norden an Buchenwälder. Die von Liebenau nach Deisel verlaufende Etappe 8 des Diemeltaler Schmetterlings-Steiges tangiert das Naturschutzgebiet.